# Heinrich Mataja

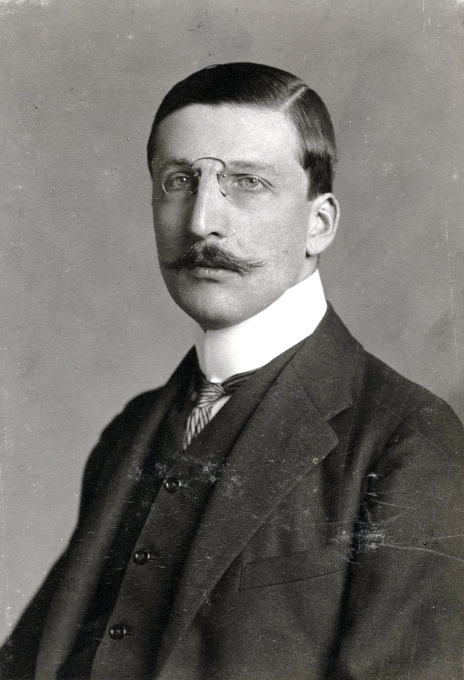
Heinrich Mataja

Heinrich Mataja (* 14. März 1877 in Wien; † 23. Jänner 1937 ebenda) war ein österreichischer Rechtsanwalt und Politiker der Christlichsozialen Partei. Viktor Mataja war sein Halbbruder.

## Leben und politische Laufbahn
Heinrich Mataja war von 1910 bis 1918 Mitglied des Wiener Gemeinderats. Weiters war er von 1913 bis 1918 Mitglied des österreichischen Reichsrats. Vom 21. Oktober 1918 an war er Mitglied der aus diesem hervorgegangenen Provisorischen Nationalversammlung für Deutschösterreich, vom 4. März 1919 an Mitglied der Konstituierenden Nationalversammlung und vom 10. November 1920 bis 1930 Abgeordneter zum Nationalrat.
In diesem Zeitraum war er weiterhin vom 30. Oktober 1918 bis zum 15. März 1919 in der Staatsregierung Renner I Staatssekretär (= Minister) für Inneres und vom 20. November 1924 bis zum 14. Jänner 1926 österreichischer Außenminister. 1931 wurde er von seinen Parteifreunden aus allen politischen Funktionen gedrängt.
Er begrüßte den 1934 von Engelbert Dollfuß diktatorisch errichteten christlichen Ständestaat, näherte sich auch den Vorstellungen einer österreichischen Nation an und war im Ständestaat wieder anerkannt. Er war ursprünglich von 1896 bis 1900 Mitglied der deutschnationalen Wiener akademischen Burschenschaft Olympia gewesen. 1914 wurde er Ehrenmitglied der KÖHV Amelungia Wien im CV, aus der er aber 1921 austrat. Mataja vertrat (noch 1935) einen sich ausschließlich innerhalb der Grenzen Österreichs organisierenden Legitimismus, der außenpolitische Rücksicht- wie Einflussnahme vermeiden und auf diese Weise der Welt sagen sollte, dass die Restauration des Hauses Habsburg keine gefährliche Sache sei.
Mataja wurde am 22. Jänner 1937 mit Anzeichen eines Schlaganfalls in das Wiener Allgemeine Krankenhaus eingeliefert, wo er in den frühen Morgenstunden des Folgetags verstarb. Am 27. Jänner 1937 wurde der Verstorbene auf dem Wiener Zentralfriedhof in einem Ehrengrab der Gemeinde Wien zur letzten Ruhe bestattet (Gruppe 31 B, Reihe 13, Nr. 22).

## Werke
- Zehn politische Aufsätze aus den Jahren 1911–1913. Opitz, Wien 1913, ÖNB.
- — (Hrsg.): Christlichsoziale Landstraßer Zeitung. Hollinek, Wien 1913–1915, ÖNB.
- Die Abstimmung über den Finanzplan. Loibl & Patzelt, Wien 1914, ÖNB.
- Die Entstehung des Weltkrieges. Schriften für politische Aufklärung. Zentral-Europäischer Verlag, Berlin-Steglitz 1921, ÖNB.
- Europa zwischen zwei Kriegen. Herold, Wien 1923, ÖNB.
- Deutsch-Oesterreich. In: Ferdinand Schönemann (u. a.): Felix Hase: England. Ferdinand Schönemann: Nordamerika. Robert van Sint-Jan: Belgien. Heinrich Mataja: Deutsch-Oesterreich. Regensberg, Münster i. W. 1924, S. 113–272, ÖNB.
- Österreichische Politik im XIX. und XX. Jahrhundert. Ein geschichtlicher Überblick. Berichte zur Kultur- und Zeitgeschichte, Band 10.1934/35 (= Nr. 225/226). Reinhold, Wien 1934, OBV.
- Memorandum zur Donaufrage. S.n., Wien 1935, OBV.